# Circuito del Norte
Das Straßenradrennen Circuito del Norte war ein Etappenrennen, das von 1939 mit Unterbrechungen bis 1945 für Berufsfahrer im Baskenland veranstaltet wurde.

## Geschichte
Der Circuito del Norte wurde 1939 begründet und unterbrochen durch den Zweiten Weltkrieg bis 1945 ausgetragen. Das Rennen ersetzte die Baskenland-Rundfahrt, die in Folge des spanischen Bürgerkrieges zeitweilig nicht mehr ausgetragen worden war. Die Rundfahrt wurde von den spanischen Fahrern dominiert, lediglich Willy Kern und Ernst Näf aus der Schweiz sowie der Deutsche Otto Weckerling konnten jeweils eine Etappe gewinnen.

## Palmarès
- 1939  Mariano Cañardo
- 1940  Federico Ezquerra
- 1941  Fermín Trueba
- 1942  Federico Ezquerra
- 1943–1944 nicht ausgetragen
- 1945  Miguel Gual